# Langues bantoïdes septentrionales
Les langues bantoïdes septentrionales forment une branche des langues bantoïdes. Elles sont parlées au Cameroun et au Nigeria.

## Classification interne
Les langues sont :
- tikar
- langues dakoïdes
- langues mambiloïdes